# Majory Chisanga
Majory Chisanga (* 1997) ist eine sambische Sprinterin.

## Sportliche Laufbahn
Erste internationale Erfahrungen sammelte Majory Chisanga bei den Afrikameisterschaften 2018 in Asaba, bei denen sie im 100-Meter-Lauf mit 12,26 s in der ersten Runde ausschied und mit der sambischen 4-mal-400-Meter-Staffel in 3:38,18 min die Bronzemedaille hinter den Teams aus Nigeria und Kenia gewann. Zudem konnte sie das Rennen mit der 4-mal-100-Meter-Staffel nicht beenden.

## Bestleistungen
- 100 Meter: 12,16 s (+0,4 m/s), 10. Dezember 2014 in Bulawayo